# 聖荷西信使報
《聖荷西信使新聞報》（英語：San Jose Mercury News）是加利福尼亞州聖荷西的一份日報，由《聖荷西信使報》（San Jose Mercury）與《聖荷西新聞報》（San Jose News）兩者合併而成的媒體新聞集團。其總部及印刷廠位於聖荷西北部。
前身《聖荷西信使報》原名來自羅馬神話中的信使和商旅之神墨丘利，代表為神人之間傳達信息，同時意指淘金熱時期在聖荷西鄰近富有的水銀礦脈（Mercury），一語雙關，故合併後保留原名。但在中文刊物中，偶有誤譯為《聖荷西水星報》。
一般認為，《聖荷西信使報》是全世界第一家最早發展網路新聞產業的先驅。其時間可追溯至1992年，另一說是1987年。

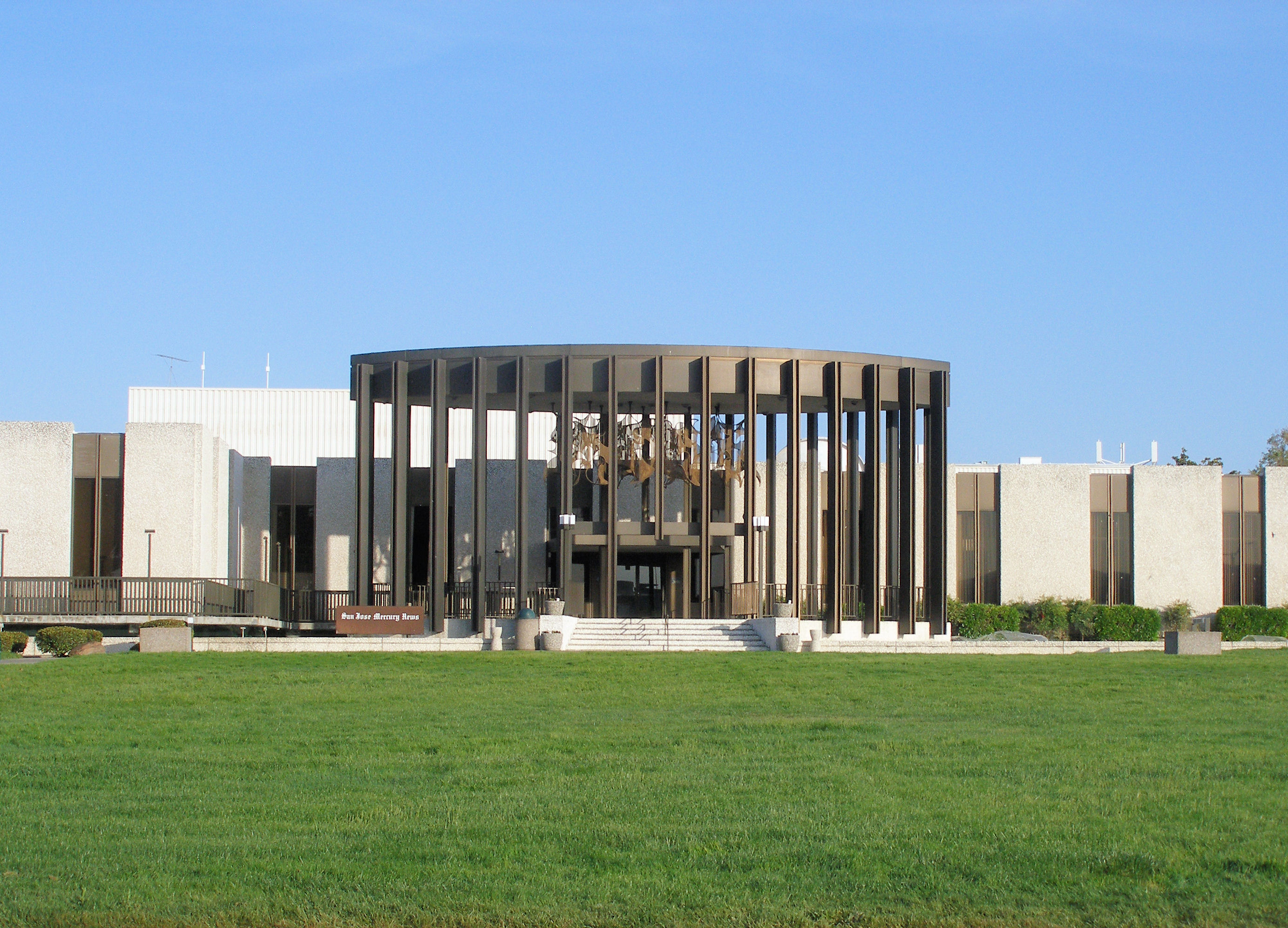
《聖荷西信使報》總部

## 外部連結
- 官方网站